# Burchard van Worms

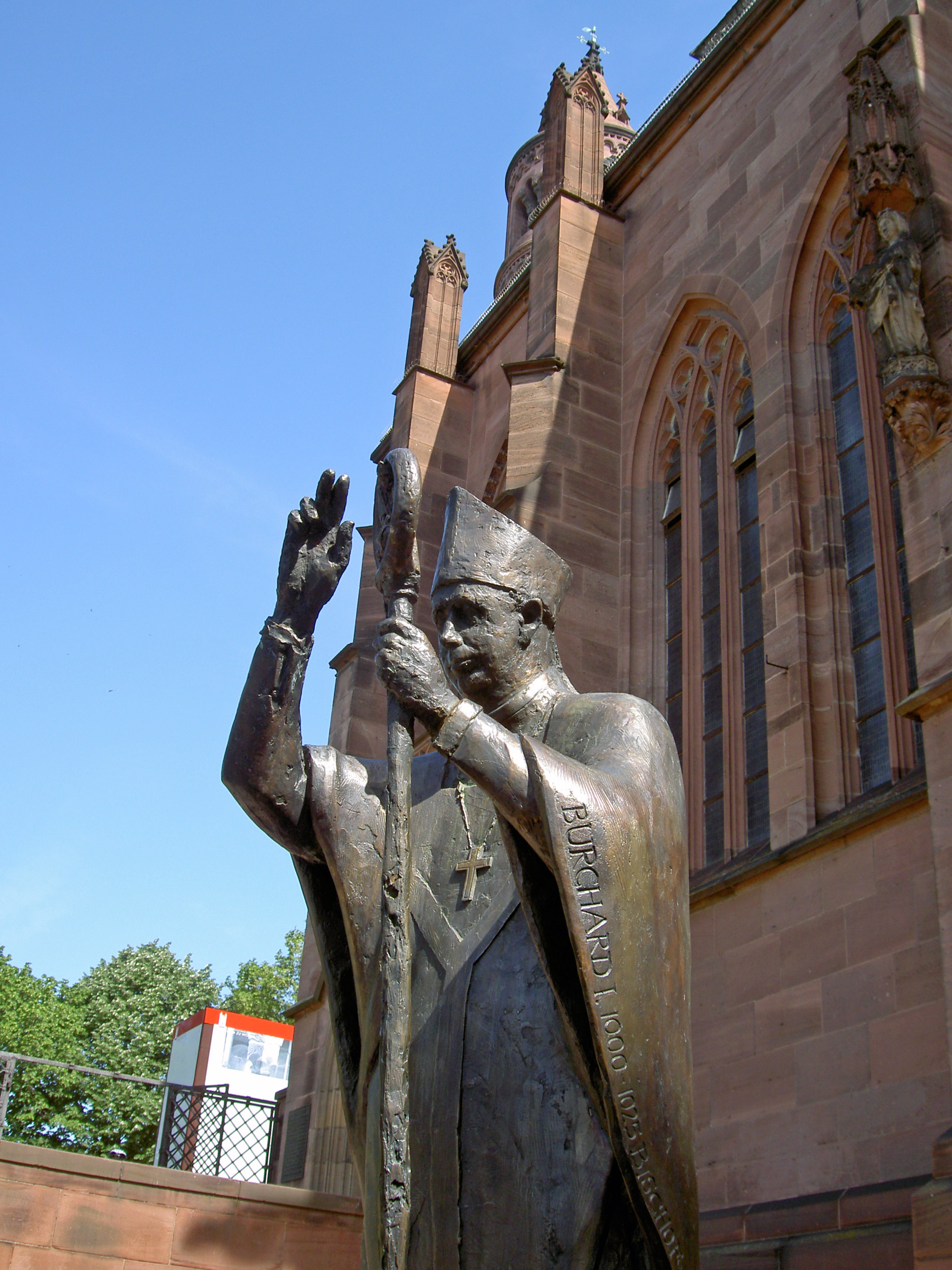
Standbeeld van Burchard voor de Dom van Worms.

Burchard van Worms (omstreeks 965 - Worms, 20 augustus 1025) was bisschop van Worms vanaf het jaar 1000 tot aan zijn dood. Hij schreef de Collectarium canonum (ook wel Decretum of Decretum Burchardi genoemd), een verzameling van uitspraken van concilies, synoden en decreten van pausen in 20 boekdelen, die beschouwd wordt als de oudste bron van het canoniek recht.

## Levensloop

### Afkomst, opleiding en begin van loopbaan
Het is niet duidelijk waar Burchard werd geboren. De meeste historici menen dat hij in Hessen werd geboren maar volgens sommigen zou hij uit de plaats La Bassée bij het Henegouwse dorp Roux afkomstig zijn. Zeker is dat hij zijn studies in Koblenz deed en daarna naar de abdij van Lobbes ging om er te gaan studeren aan de vermaarde abdijschool van Heriger van Lobbes.
Op 10 maart 997 werd Burchard tot priester gewijd. Hij werd kanunnik van het kathedraalkapittel van Luik. Willigis, de aartsbisschop van Mainz leerde er Burchard kennen en bewonderde zijn kwaliteiten. De aartsbisschop benoemde Burchard tot deken en proost van het Sint-Victorkapittel van Mainz en hij kwam al vlug aan het hoofd te staan van de plaatselijke geestelijkheid.
De goede naam van Burchard verspreidde zich over het hele Heilige Roomse Rijk en keizer Otto III benoemde hem tot kapelaan van zijn keizerlijk hof.

### Als bisschop van Worms
Na de dood van bisschop Franko van Hessen in 999 werd in eerste instantie een zekere Erfo benoemd tot nieuwe bisschop van Worms maar deze stierf reeds vier dagen later. Ook diens opvolger Rafzo stierf binnen de veertien dagen. Daarop benoemde de keizer Burchard als nieuwe bisschop van Worms. Het was aartsbisschop Willigis van Mainz die Burchard in het jaar 1000 tot bisschop wijdde.
In de aanvang van zijn episcopaat was de stad Worms nog bezet gebied. Burchard sloot een alliantie met keizer Hendrik II, de opvolger van Otto III, en kon op die manier de bisschopszetel in zijn bezit nemen. Burchard werd de persoonlijke adviseur van de keizer en vergezelde hem regelmatig op diens reizen.
Tijdens het episcopaat van Burchard werden de stadsmuren opgetrokken en werden vele kloosters en kerken gebouwd. In 1018 werd de Dom van Worms, waarvan de bouw in 1016 was begonnen, ingewijd in aanwezigheid van de keizer. Ook het kasteel van de verdreven hertog Otto I van Karinthië werd verbouwd tot een klooster. Burchard besteedde veel tijd aan de opleiding van de studenten aan de kathedraalschool.
Burchard adopteerde Koenraad II de Saliër, de kleinzoon van Otto I van Karinthië. Hij zorgde persoonlijk voor de opvoeding van Koenraad die in 1024 koning van Duitsland en in 1027 keizer van het Heilige Roomse Rijk werd.
In 1025 stierf Burchard na een episcopaat van 25 jaar. Hij werd in de kathedraal begraven.

## Collectarium canonum of Decretum (Burchardi)

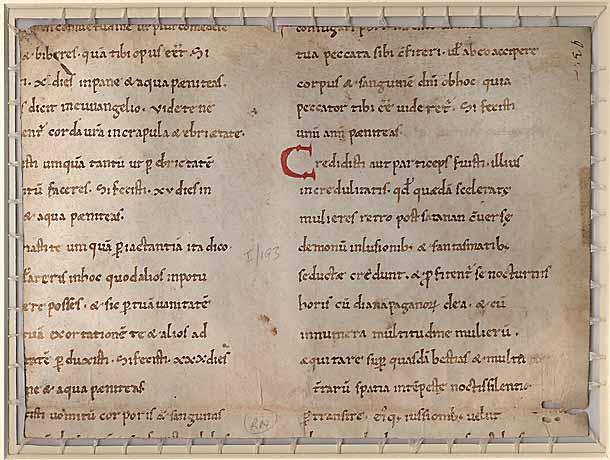
Uittreksel uit het Decretum van Burchard

Burchard is vooral bekend omwille van het schrijven van een twintigdelige verzameling over het canoniek recht. Omstreeks 1008 vroeg hij aan zijn vriend Balderik II van Loon, bisschop van Luik, om hem een geleerde te zenden die de Heilige Schrift en de Canon van de Bijbel zou moeten bestuderen. De bisschop zond hem Olbrecht, een monnik van de abdij van Lobbes. Samen met Walther, de bisschop van Spiers en de proost van de kathedraal van Worms begon Burchard met het verzamelen van uitspraken van concilies, synoden en decreten van pausen. Het schrijven van de twintig boekdelen nam vier jaar in beslag.
Hij noemde het werk Collectarium canonum. Later werd het werk ook Decretum of Decretum Burchardi genoemd. Het werk wordt beschouwd als de oudste bron van het canoniek recht. In het werk herneemt Burchard grotendeels de artikels die Regino van Prüm in het begin van de 10e eeuw had verzameld. Naast vele andere bronnen zoals het Oude Testament en de geschriften van Augustinus van Hippo werd ook de Canon Episcopi in de verzameling opgenomen.
In 1023 werden de boekdelen aanvaard op het concilie van Selingstadt. Omstreeks 1140 werd het werk van Burchard in belangrijkheid overtroffen door het Decretum Gratiani van de in Bologna levende monnik Gratianus.
Tussen 1023 en 1025 vaardigde Burchard nog Leges et Statuta familiae S. Petri Wormatiensis uit, een collectie van kerkelijke regels.

### Corrector sive medicus
De Corrector sive medicus is het 19de boek van het Decretum van Burchard van Worms. Het is een boeteboek en bevat een systematische uiteenzetting van gezaghebbend materiaal rond boetedoening. De methode is die van een vragenlijst, waarbij de boeteling bevraagd wordt over zijn zonden, samen met de overeenkomende straf, bv. zoveel dagen vasten op water en brood. De Corrector bevat veel materiaal over restanten van het heidendom, bijgeloof en magie rond het jaar 1000.